# یواس‌اس بارنگات (ای‌وی‌پی-۱۰)
یواس‌اس نیوجرسی (ای‌وی‌پی-۱۰) (به انگلیسی: USS Barnegat (AVP-10)) یک کشتی بود که طول آن ۳۱۱ فوت ۸ اینچ (۹۵٫۰۰ متر) بود. این کشتی در سال ۱۹۴۱ ساخته شد.